# La Ladrillera, Guerrero
La Ladrillera är en ort i Mexiko.   Den ligger i kommunen Ometepec och delstaten Guerrero, i den sydöstra delen av landet, 300 km söder om huvudstaden Mexico City. La Ladrillera ligger 335 meter över havet och antalet invånare är 350.
Terrängen runt La Ladrillera är kuperad. Runt La Ladrillera är det glesbefolkat, med 11 invånare per kvadratkilometer. Närmaste större samhälle är Ometepec, 14,0 km nordväst om La Ladrillera. Omgivningarna runt La Ladrillera är en mosaik av jordbruksmark och naturlig växtlighet.